# Rouse Hill (métro de Sydney)
Rouse Hill est une station du métro de Sydney en Australie, située dans le quartier de Rouse Hill du comté des Hills en Nouvelle-Galles du Sud, mise en service le 26 mai 2019.

## Situation sur le réseau
La station est située entre Tallawong à l'ouest et Kellyville au sud. Elle est établie en aérien sur un viaduc.

## Histoire
La station est mise en service le 26 mai 2019 en même temps que la première ligne du métro de l'agglomération.